# V for Victory: Utah Beach
V for Victory: Utah Beach (titre complet : V for Victory: Battleset 1 - D-Day Utah Beach - 1944)) est un jeu vidéo de type wargame développé par Atomic Games et publié par Three-Sixty Pacific en 1991 sur IBM PC et Apple Macintosh. Le jeu simule le débarquement en Normandie de la Seconde Guerre mondiale. Il se déroule sur une carte divisée en cases hexagonale. Les unités y sont caractérisées par leur attaque, leur défense, leur mouvement et leur portée mais aussi par leur niveau de fatigue et de moral. Chaque tour est divisé en trois phases et commence par une phase de planification lors de laquelle les joueurs planifient les actions de leur unité pour le tour. Le joueur peut commander les forces américaines ou les forces allemandes.
Le jeu a bénéficié de trois suites baptisées V for Victory: Velikiye Luki (1992), V for Victory: Market Garden (1993) et V for Victory: Gold-Juno-Sword (1993).

## Système de jeu
V for Victory: Utah Beach est un wargame qui simule, au niveau opérationnel, le début de la bataille de Normandie de la Seconde Guerre mondiale, juste après le débarquement de Normandie. Il propose au total six scénarios, qui débute le lendemain du débarquement, le 7 juin 1944, et qui retrace les combats entre l’US Army et les Allemands dans la portion Ouest du site d’invasion. Il débute avec un scénario d’introduction, qui tient lieu de tutorial. Viennent ensuite quatre scénarios plus longs, de difficulté croissante, et une campagne complète, qui réunit l’ensemble des scénarios précédents. Dans chaque scénario, le joueur peut choisir de commander les américains ou les allemands.
Il se déroule sur une carte divisée en cases hexagonales et composée de différents types de terrains,. Les unités y sont caractérisées par leur attaque, leur défense, leur mouvement et leur portée mais aussi par leur niveau de fatigue et de moral. Chaque tour est divisé en trois phases et commence par une phase de planification lors de laquelle les joueurs définissent les actions que doivent réaliser leurs unités pendant le tour, incluant les déplacements, les attaques, les tirs d’artillerie et les bombardements aériens ou navals. C’est également pendant cette phase que le joueur peut ajuster les allocations en ravitaillement. Les ordres de déplacement, d’attaques et de tir d’artillerie sont donnés à la souris, par un simple cliquer-et-glisser. Les ordres de bombardements sont donnés par un clic sur la cible. Pour les attaques, plusieurs options peuvent être sélectionnées via une barre de commande en bas de l’écran. Une fois ces actions planifiées, le joueur peut passer à la phase d’exécution, lors de laquelle les ordres donnés par le joueur sont exécutés par l’ordinateur.

## Accueil
| V for Victory: Utah Beach |      |       |
| Média                     | Pays | Notes |
| Dragon Magazine           | US   | 5/5   |
| Gen4                      | FR   | 82 %  |
| Joystick                  | FR   | 76 %  |

## Postérité
Surfant sur le succès de V for Victory: Utah Beach, Atomic Games s’appuie sur son moteur de jeu pour en développer deux suites, V for Victory: Velikiye Luki (1992), V for Victory: Market Garden (1993) et V for Victory: Gold-Juno-Sword (1993), qui sont publiées par Three-Sixty Pacific et qui transpose son système de jeu sur le front de l’Est et à l’opération Market Garden. En 1993, Three-Sixty Pacific se retrouve en difficulté financière à la suite de l'échec commercial des jeux Patriot et Theatre of War. En septembre, l’éditeur est ainsi dans l’incapacité de couvrir ses frais de développement, mais aussi d’assumer le payement des royalties à Atomic Games, les développeurs de V for Victory, ce qui débouche sur un différend sur la licence de la série. Atomic Games continue néanmoins de s’appuyer sur le moteur de jeu de V for Victory pour développer une nouvelle série de wargames, connue sous le nom de World at War, et qui inclut notamment Operation Crusader, America Invades et Stalingrad, tous publiés par Avalon Hill.